# MTV Video Music Awards/Breakthrough Video
Der Breakthrough Award, der im Rahmen der MTV Video Music Awards vergeben wurde, ersetzte 1988 den Vorläufer Most Experimental Video, der von 1984 bis 1987 vergeben wurde. Der Award bezieht sich dem Namen nach auf das „bahnbrechendste Video“ des Jahres.
Der Award zählte zu den langlebigsten Kategorien der VMAs und wurde von 1988 bis 2005 vergeben. 2006 wurde er überraschend eingestellt, dann jedoch für 2009 und 2010 reaktiviert.
R.E.M. und Fatboy Slim gewannen den Award je zweimal, während Art of Noise sowohl den Vorgänger als auch den Nachfolger-Award je einmal gewannen.

## Übersicht
| Award | Jahr | Preisträger                  | für das Video              | Nominierungen |
| ----- | ---- | ---------------------------- | -------------------------- | --- |
| 1.    | 1988 | INXS                         | Need You Tonight/Mediate   | - George Harrison – When We Was Fab - Squeeze – Hourglass - Suzanne Vega – Luka - XTC – Dear God |
| 2.    | 1989 | Art of Noise feat. Tom Jones | Kiss                       | - Paula Abdul – Straight Up - Elvis Costello – Veronica - The Escape Club – Wild, Wild West - Fine Young Cannibals – She Drives Me Crazy - Michael Jackson – Leave Me Alone - Jody Watley – Real Love                                                                                         |
| 3.    | 1990 | Tears for Fears              | Sowing the Seeds of Love   | - Paula Abdul – Opposites Attract - Sinéad O’Connor – Nothing Compares 2 U - Red Hot Chili Peppers – Higher Ground |
| 4.    | 1991 | R.E.M.                       | Losing My Religion         | - Deee-Lite – Groove Is in the Heart - Enigma – Sadeness (Part I) - Seal – Crazy |
| 5.    | 1992 | Red Hot Chili Peppers        | Give It Away               | - Tori Amos – Silent All These Years - David Byrne – She's Mad - Van Halen – Right Now |
| 6.    | 1993 | Los Lobos                    | Kiko and the Lavender Moon | - Aerosmith – Livin’ on the Edge - Terence Trent D’Arby – She Kissed Me - Green Jellÿ – Three Little Pigs - George Michael – Killer/Papa Was a Rollin’ Stone - Porno for Pyros – Pets |
| 7.    | 1994 | R.E.M.                       | Everybody Hurts            | - Beastie Boys – Sabotage - Björk – Human Behaviour - Deep Forest – Sweet Lullaby - Nine Inch Nails – Closer |
| 8.    | 1995 | Weezer                       | Buddy Holly                | - Green Day – Basket Case - Michael Jackson und Janet Jackson – Scream - TLC – Waterfalls |
| 9.    | 1996 | The Smashing Pumpkins        | Tonight, Tonight           | - Björk – It's Oh So Quiet - Busta Rhymes – Woo Hah!! Got You All in Check - Foo Fighters – Big Me - Garbage – Queer - Radiohead – Just |
| 10.   | 1997 | Jamiroquai                   | Virtual Insanity           | - The Chemical Brothers – Setting Sun - Daft Punk – Da Funk - Missy Misdemeanor Elliott – The Rain (Supa Dupa Fly) - Radiohead – Paranoid Android |
| 11.   | 1998 | The Prodigy                  | Smack My Bitch Up          | - Busta Rhymes – Put Your Hands Where My Eyes Could See - Garbage – Push It - Sean Lennon – Home - Madonna – Ray of Light - Roni Size/Reprazent – Brown Paper Bag |
| 12.   | 1999 | Fatboy Slim                  | Praise You                 | - The Cars – You Might Think - Thomas Dolby – Hyperactive! - The Alan Parsons Project – Don’t Answer Me - Neil Young – Wonderin’ |
| 13.   | 2000 | Björk                        | All Is Full of Love        | - Blur – Coffee & TV - The Chemical Brothers – Let Forever Be - Nine Inch Nails – Into the Void - Supergrass – Pumping on Your Stereo |
| 14.   | 2001 | Fatboy Slim                  | Weapon of Choice           | - Common (featuring Macy Gray) – Geto Heaven (Remix) - Gorillaz – Clint Eastwood - *NSYNC – Pop - R.E.M. – Imitation of Life - Robbie Williams – Rock DJ |
| 15.   | 2002 | The White Stripes            | Fell in Love with a Girl   | - Cake – Short Skirt/Long Jacket - Coldplay – Trouble - The Crystal Method – Name of the Game - DMX – Who We Be - Maxwell – This Woman's Work |
| 16.   | 2003 | Coldplay                     | The Scientist              | - Floetry – Floetic - Kenna – Freetime - Queens of the Stone Age – Go with the Flow - Sum 41 – The Hell Song |
| 17.   | 2004 | Franz Ferdinand              | Take Me Out                | - Modest Mouse – Float On - New Found Glory – All Downhill from Here - Steriogram – Walkie Talkie Man - Kanye West (feat. Syleena Johnson) – All Falls Down - The White Stripes – The Hardest Button to Button                                                                                |
| 18.   | 2005 | Gorillaz                     | Feel Good Inc.             | - Missy Elliott (feat. Ciara und Fatman Scoop) – Lose Control - Eminem – + - Sarah McLachlan – World on Fire - U2 – Vertigo |
| 19.   | 2009 | Matt & Kim                   | Lessons Learned            | - Anjulie – Boom - Bat for Lashes – Daniel - Chairlift – Evident Utensil - Cold War Kids – I’ve Seen Enough - Death Cab for Cutie – Grapevine Fires - Gnarls Barkley – Who’s Gonna Save My Soul - Major Lazer – Hold the Line - Passion Pit – The Reeling - Yeah Yeah Yeahs – Heads Will Roll |
| 20.   | 2010 | The Black Keys               | Tighten Up                 | - Dan Black – Symphonies - Coldplay – Strawberry Swing - Gorillaz (feat. Bobby Womack und Mos Def) – Stylo |